# Okres Hartberg

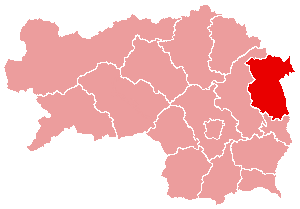
Poloha okresu ve Štýrsku

Hartberg byl okres v rakouské spolkové zemi Štýrsko. Měl rozlohu 955,70 km² a žilo tam 67 778 obyvatel (2001). Sídlem okresu bylo město Hartberg. Sousedil se spolkovými zeměmi Dolní Rakousko a Burgenland a štýrskými okresy Weiz a Fürstenfeld.
K 1. lednu 2013 byl spojen s okresem Fürstenfeld a vznikl nový okres Hartberg-Fürstenfeld.